# 언론윤리헌장
다음은 언론윤리헌장(言論倫理憲章)에 관한 내용이다.
- 서문
- 언론은 시민을 위해 존재하며, 시민의 신뢰는 언론의 가장 소중한 자산이다. 시민의 알권리를 충족하고 민주주의 가치를 실현하기 위해 자유롭고 책임 있는 언론이 필요하다. 언론은 인권을 옹호하며, 정의롭고 평화로운 공동체를 추구한다. 이를 위해 정확하고 공정한 보도를 통해 시민의 올바른 판단과 의사소통을 도우며, 다양한 가치와 의견을 균형 있게 대변함으로써 사회 통합을 위해 노력한다. 아울러 권력을 감시하고 비판해 사회 정의를 실현하고 민주주의를 발전시키는 데 기여한다. 날로 다원화하는 언론 환경에서 저널리즘의 원칙과 책무에 충실한 윤리적 언론은 시대의 요청이다. 이에 우리는 매체와 분야, 형태에 관계없이 보도와 논평에 종사하는 모든 언론인이 실천해야 할 핵심 원칙을 담아 언론윤리헌장을 선언한다.

- 1. 진실을 추구한다윤리적 언론은 진실을 보도한다. 진실 추구는 언론의 존재 이유다. 사실을 부정하고 믿고 싶은 바를 진실로 받아들이는 시대에 진실 추구의 중요성은 그 어느 때보다 크다. 윤리적 언론은 정확한 사실을 종합적이고 포괄적인 맥락으로 전달한다. 정확성은 신속성에 우선한다. 모든 정보를 성실하게 검증하고 명확한 근거를 바탕으로 보도한다. 취재원 발언을 정확히 인용하며 발언 취지가 왜곡되지 않도록 한다. 진실을 밝히기 위해 용기 있고 성실한 태도를 견지한다. 사실과 의견을 분리하고, 의도와 기술방식이 진실을 가리지 않도록 양심에 따라 보도한다.
- 2. 투명하게 보도하고 책임 있게 설명한다윤리적 언론은 정보원과 취재 과정 등을 가능한 한 투명하게 알리고, 문제 제기에 책임 있게 설명한다. 윤리적 언론은 독자와 시청자가 정보에 대해 스스로 판단할 수 있도록, 취재원 보호 등 필요한 경우를 제외하고는 정보의 출처를 명확히 밝힌다. 보도에 대한 의문과 비판에 열린 자세로 소통하며, 잘못이 있다면 신속하고 분명하게 바로잡는다. 보도에 영향을 미친 외부 지원과 후원 및 이해상충 소지 등에 대해서도 정직하게 밝힌다. 투명성과 설명책임은 언론인 개인뿐 아니라 언론사 조직의 공동책임이다.
- 3. 인권을 존중하고 피해를 최소화한다윤리적 언론은 취재 대상을 존중한다. 공공의 이익을 위해 보도할 가치가 있는 정보를 취재하고 전달할 경우에도 개인의 인권과 존엄성을 침해하지 않도록 한다. 특히 미숙하고 동의 능력이 없는 취재원, 사건 피해자 등을 취재할 때는 절차적 정당성과 가장 높은 수준의 인권 감수성을 가지고 주의를 기울인다. 합법적으로 획득한 정보라도 이를 보도할 때는 윤리적 정당성을 갖춰야 한다. 공인이 아닌 일반 시민에 대해 보도할 때는 인격권 보호에 더욱 주의한다. 피의자가 공정한 재판을 받을 권리와 공중의 알권리 사이의 균형을 추구한다.
- 4. 공정하게 보도한다윤리적 언론은 특정 집단, 세력, 견해에 치우치지 않고 공평무사한 자세로 보도한다. 사회적으로 중요한 사안이나 갈등적 사안을 다룰 때는 다양한 입장을 두루 담아 전체를 아우르는 균형 잡힌 시각과 관점을 보여준다. 윤리적 언론은 시시비비를 가리는 언론 본연의 역할에 충실하면서도 사회 내에 존재하는 다양한 의견의 경중을 고려해 보도 내용의 양적·질적 균형을 맞춘다. 특정한 가치와 정파적 이익에 부합하는 사실과 견해만을 선택하거나 과장하지 않는다. 기사로 인해 불이익을 볼 수 있는 개인이나 집단에는 자신을 방어하고 반론할 권리를 보장한다.
- 5. 독립적으로 보도한다윤리적 언론은 모든 권력으로부터 독립해 오로지 시민과 공익의 관점에서 자율적이고 전문적으로 판단한다. 언론사 안팎의 부당한 간섭과 압력을 거부하고 언론의 자유와 보도의 자율성을 지킨다. 독립적인 보도를 보장하기 위해 편집과 경영의 분리 원칙을 준수한다. 이를 바탕으로 모든 형태의 권력을 감시한다. 독자와 시청자의 의견과 비판을 겸허하게 경청하고 보도에 반영하되, 건전한 비판 보도를 막으려는 의도적이고 집단적인 공격에 위축되지 않는다. 상업적 이해가 보도에 영향을 미치지 않도록 한다.
- 6. 갈등을 풀고 신뢰를 북돋우는 토론장을 제공한다윤리적 언론은 다양한 사회집단과 세력이 자신들의 의사를 표현하고 소통함으로써 합의를 모색하는 공론의 장을 제공한다. 다양한 사람의 참여를 보장하고, 이들의 의견이 공정하게 전달되고 교류되도록 한다. 대립하는 관점과 주장이 표출되고 조정될 수 있는 토론장을 제공함으로써 사회가 갈등과 이질성을 조화롭게 극복할 수 있도록 돕는다. 윤리적 언론은 사회적 신뢰를 창출하고, 공동체가 믿음에 기초해 운영되도록 제 역할을 다한다. 진영논리에 빠져 특정 세력을 편들거나 반대 세력을 과도하게 공격하지 않으며, 차이와 불화를 침소봉대해 갈등을 극대화하는 보도 태도를 지양한다. 역사적 사실을 부정하는 시도에 대해서는 그 배경과 맥락을 파악해 비판적으로 전달한다.
- 7. 다양성을 존중하고 차별에 반대한다윤리적 언론은 모든 사람이 존중받는 세상을 위해 차별과 편견을 줄이려 노력한다. 언론은 다양한 사회적 가치와 문화적 차이를 인정하고 이를 존중한다. 언론은 성별, 장애, 종교, 나이, 출신 지역, 인종, 성적 지향 등을 이유로 누구도 부당하게 차별받지 않도록 감시한다. 편견과 차별이 발생하는 구조를 발굴·보도해 사회적 의제로 확산시킨다. 고정관념과 편견을 부추기는 표현, 특정 계층·지역을 비하하는 표현, 성차별 표현, 사람을 성적으로 대상화하는 표현을 삼간다.
- 8. 품위 있게 행동하며 이해상충을 경계한다윤리적 언론은 높은 도덕성을 유지하고 언론의 힘을 사적으로 남용하지 않으며 이해상충을 경계하고 예방한다. 언론인과 언론사의 도덕적이고 품위 있는 행동은 권력과 사회를 감시하고 비판하는 언론 활동에 정당성을 부여한다. 윤리적 언론은 취재보도 과정에서 정당한 방법을 사용하고, 취재원에게 예의를 갖춘다. 또 올바르고 품격 있는 언어를 쓰도록 노력한다. 취재원과는 공과 사를 분명히 구분하고, 적절한 긴장 관계를 유지한다. 취재 과정에서 알게 된 정보를 이용해 금전적 또는 사적 이익을 추구하지 않는다. 취재원으로부터 정당한 이유가 없는 혜택과 편의를 제공받지 않으며 부당한 청탁이나 압력을 행사하지 않는다.
- 9. 디지털 기술로 저널리즘의 가능성을 확장한다윤리적 언론은 디지털 기술이 언론 활동에 미치는 변화를 적극 수용하고, 뉴스의 생산·유통·소비의 전 과정에서 기술이 독자와 시민에게 유익하게 활용되도록 노력한다. 참여와 공유를 통해 시민과의 소통을 확대하고 상호 협력해 뉴스를 생산하고 내용을 발전시킨다. 인터넷과 소셜미디어 등을 통한 취재는 익명성을 악용한 허위정보와 여론 조작 위험 등을 감안해 더욱 신중하게 사실을 검증한다. 다른 언론사 기사를 복제하거나 표절하지 않으며, 독자적으로 취재하고 작성해 보도한다. 독자의 주목을 끌기 위해 선정적이거나 오도하는 제목을 쓰지 않으며 기사를 수정했을 경우 수정의 내용과 이유를 독자가 알 수 있게 표시한다. 온라인 콘텐츠를 사용할 때는 작성자의 동의를 구하고 저작권을 보호한다.

- 보칙
- 1. 이 헌장은 개인과 단체, 조직 등 모든 언론활동 종사자를 위한 것이다.
- 2. 이 헌장을 채택한 언론은 헌장 내용의 실천과 확산을 위해 노력한다.
- 3. 헌장의 시행과 개정 등을 위해 언론윤리헌장협의회를 설치·운영할 수 있다.

### 한국기자협회, 한국인터넷신문협회
- 출처: 한국기자협회(http://www.journalist.or.kr/news/section4.html?p_num=18)